# Ma Rainey
Gertrude Malissa Nix Pridgett Rainey (Columbus, Georgia, 26 de abril de 1886-Rome, Georgia, 22 de diciembre de 1939), conocida como Ma Rainey, fue una cantante de blues clásico estadounidense, y una de las primeras en hacerlo con acompañamiento de piano y de orquesta de jazz.
Conocida como la "Madre del Blues" (en parte por su labor de mentora de Bessie Smith), y por sus poderosas habilidades vocales, su enérgica disposición y un estilo de cantar similar a un lamento. Cualidades que son más evidentes en sus primeras grabaciones "Bo-Weevil Blues" y "Moonshine Blues",  realizadas entre 1923 y 1929. Influyó en grandes figuras como Ethel Waters y Billie Holiday. Grabó con Louis Armstrong y con la Georgia Jazz Band. Hizo giras hasta 1935, momento en el que se retiró para vivir en su localidad natal. Murió a los 53 años por problemas cardíacos.

## Biografía
Pridgett declaraba que había nacido el 26 de abril de 1886 (comenzando con el censo de 1919, llevado a cabo el 25 de abril de 1910) en Colombus, Georgia. Sin embargo, el censo de 1900 señala que nació en septiembre de 1882 en Alabama, y los investigadores Bob Eagle y Eric LeBlanc sugieren que su lugar de nacimiento fue el Condado de Russell, Alabama. Fue la segunda de cinco hijos de Thomas y Ella (con apellido de soltera Allen) Pridgett, de Alabama. Tuvo al menos dos hermanos y una hermana, Malissa, con la que algunos escritores la han confundido.
Comenzó a interpretar cuando era adolescente, y a ser conocida como Ma Rainey después de su matrimonio a los 18 años con Will Rainey, en 1904. De joven, realizó varias giras con los Rabbit Foot Minstrels. Más adelante formaron su propio grupo, Rainey and Rainey, Assasinators of the Blues.

## Trayectoria
Inició su carrera como intérprete en una competición en Colombus, Georgia, cuando tenía entre 12 y 14 años. Siendo miembro de la First African Baptist Church (Primera Iglesia Baptista Africana), comenzó sus actuaciones en musicales negros.  Ella declararía posteriormente que su primera experiencia con el blues databa de 1902. Creó el grupo Alabama Fun Makers Company con su marido, Will Rainey, y en 1906 ambos entraron a formar parte del grupo de Pat Chappelle Rabbit's Foot Company, en el que se les conocía como "Black Face Song and Dance Comedians, Jubilee Singers [and] Cake Walkers".
En 1910 se la describiría como "La Sra. Gertrude Rainey, nuestra coon shouter" (Algo así como cantante "de negros" al gusto del público blanco). Siguió actuando con la Rabbit's Foot Company incluso después de ser adquirida por un nuevo propietario, F. S. Wolcott, en 1912.
A principios de 1914, los Rainey empezaron a actuar como Rainey and Rainey, Assassinators of the Blues. En sus inviernos en Nueva Orleans conoció a varios músicos, entre ellos Joe "King" Oliver, Louis Armstrong, Sidney Bechet y Pops Foster. A medida que se incrementaba la popularidad de la música blues, empezó a hacerse famosa. En esa época, conoció a Bessie Smith, una joven cantante de blues que también se estaba dando a conocer. Más adelante se generó la historia de que Rainey secuestró a Smith, forzándola a que se uniera a los Rabbit's Foot Minstrels, y la enseño a cantar blues. Esta historia ha sido cuestionada por la cuñada de Smith, Maud Smith.
En 1924 se embarcó en una gira del Theater Owners Booking Association (TOBA) por el Sur y el Medio Oeste de Estados Unidos, actuando tanto para audiencias blancas como negras. La acompañaba el director de la banda y pianista Thomas Dorsey y la banda de este, la Wildcats Jazz Band. Comenzaron su gira en Chicago, en abril de 1924, y continuaron, con algunas pausas, hasta 1928. Dorsey dejó el grupo en 1926, a causa de su salud, y fue reemplazado como pianista por Lillian Hardaway Henderson, esposa del cornetista Fuller Henderson, quien se convirtió en el director de la banda.

Aunque la mayoría de las canciones de Rainey que mencionan la sexualidad se refieren a relaciones con hombres, algunas de sus letras contienen referencias al lesbianismo o la bisexualidad,  como por ejemplo en la canción de 1928 "Prove it on Me" ("Prueba conmigo"):
They said I do it, ain't nobody caught me.
Sure got to prove it on me.
Went out last night with a crowd of my friends.

They must've been women, 'cause I don't like no men.
De acuerdo con la página web queerculturalcenter.org, la letra se refiere a un incidente de 1925 en el que Rainey fue "arrestada por tomar parte en una orgía en su casa con otras mujeres de su coro". "Prove it on Me" alude además a cierto comportamiento que se presume lésbico: "Es cierto que llevo camisa y corbata... Habla con las chicas como cualquier hombre mayor". La activista política y profesora Angela Y. Davis señala que "'Prove it on Me' es precursora del movimiento cultural lésbico de los años 1970 que comenzó a cristalizar en torno a la interpretación y grabación de canciones que afirmaban el lesbianismo".
Hacia el final de 1920 el vodevil comenzó a declinar, siendo sustituido por la radio y las grabaciones. La carrera de Rainey no se vio afectada de manera inmediata; continuó grabando para la Paramount y ganó suficiente dinero en las giras como para comprarse un autobús con su nombre grabado. En 1928, volvió a trabajar con Dorsey y grabó 20 canciones, antes de que la Paramount rescindiera su contrato. Su estilo de cantar blues ya no se consideraba a la moda por parte de la productora.

## Muerte
En 1935, Rainey volvió a su ciudad de nacimiento, Columbus, Georgia, donde dirigió tres teatros, el Lyric, el Airdrome, y el Liberty Theatre hasta su muerte. Murió de un ataque al corazón en 1939, a la edad de 53 años (o 57, conforme a la investigación de Bob Eagle), en Rome, Georgia.

## Grabaciones musicales
A partir del final de la década de 1910 fue aumentando la demanda de grabaciones de músicos negros. En 1920, Mamie Smith fue la primera mujer negra en grabar. En 1923, Rainey fue descubierta por el productor de Paramount Records J. Mayo Williams. Firmó un contrato de grabación con Paramount, y en diciembre hizo sus primeras ocho grabaciones en Chicago, entre las que se incluían "Bad Luck Blues", "Bo-Weevil Blues" y "Moonshine Blues". En los siguientes cinco años llevó a cabo más de un centenar de grabaciones que la hicieron famosa más allá del Sur, entre ellas "Black Bottom" (1927) y "Soon This Morning" (1927). En 1924, hizo algunas grabaciones con Louis Armstrong, incluyendo "Jelly Bean Blues", "Countin' the Blues" y "See See Rider Blues.
Paramount, su distribuidora exclusiva, la promocionaba con el nombre de "Mother of the Blues" ("Madre del Blues"), "Songbird of the South" (el "Pájaro cantor del Sur"), "Gold-Neck Woman of the Blues" ("La Dama del Blues con la garganta de oro") y "Paramount Wildcat" ("la Gata Salvaje de la Paramount").

## Legado

### Reconocimientos y premios
Rainey fue incluida en el Blues Foundation's Hall of Fame en 1983, y en el Rock and Roll Hall of Fame en 1990.
En 2004, "See See Rider Blues" (interpretada en 1924) fue incluida en el Grammy Hall of Fame y añadida al Registro Nacional de Grabaciones por el National Recording Preservation Board de la Biblioteca del Congreso.
El primer festival anual de blues Ma Rainey tuvo lugar en abril de 2016 en Columbus, Georgia, cerca de la casa que perteneció a Rainey y en la que vivía en el momento de su muerte.
En 2017, se abrió la Rainey-McCullers School of Arts en Columbus, Georgia, así llamada en honor a las dos artistas de la zona: Rainey y a la escritora Carson McCullers.

### Película biográfica
En noviembre de 2020 se estrenó en Netflix la película Ma Rainey's Black Bottom (en español traducida como La madre del blues), basada en la obra homónima de 1982 escrita por August Wilson, en la que se narra la historia de la cantante y su banda durante una tensa sesión de grabación. En la película, coprotagonizada por Chadwick Boseman, Ma Rainey es interpretada por la actriz Viola Davis. 
Tanto Boseman como Davis fueron nominados a los Premios de la Academia por su interpretación en dicha película.